# Memphis Beat
Memphis Beat è una serie televisiva statunitense prodotta dal 2010 al 2011, creata da Joshua Harto e Liz Garcia e con protagonisti Jason Lee e Alfre Woodard.
La serie è andata in onda in prima visione assoluta negli Stati Uniti sul canale via cavo TNT a partire dal 22 giugno 2010. In Italia la serie è stata trasmessa dal 1º marzo al 3 maggio 2012 sul canale Premium Crime della piattaforma televisiva Mediaset Premium.

## Trama
Dwight Hendricks è un detective di polizia del Memphis Police Department che ama molto sua madre, la musica blues, la sua città e soprattutto Elvis Presley e che si autodefinisce "il custode di Memphis". Di notte, dopo aver svolto il suo lavoro da poliziotto interpreta, in alcuni locali di Memphis, canzoni di Elvis ri-arrangiate in uno stile più attuale. La forte dedizione che ha verso la sua città natale è compensata dal suo approccio tollerante nel suo lavoro, e questo atteggiamento infastidisce molto il suo nuovo capo, la tenente Tanya Rice.

## Episodi
| Stagione         | Episodi | Prima TV USA | Prima TV Italia |
| ---------------- | ------- | ------------ | --------------- |
| Prima stagione   | 10      | 2010         | 2012            |
| Seconda stagione | 10      | 2011         | 2012            |

## Produzione
La serie, che doveva inizialmente intitolarsi Delta Blues, è stata creata dai coniugi Joshua Harto e Liz Garcia, con George Clooney e il suo partner Grant Heslov come produttori esecutivi. I primi due episodi della serie vennero scritti a quattro mani da Harto e Garcia, e l'episodio pilota venne diretto da Clark Johnson.
Nonostante la serie sia ambientata a Memphis la maggior parte della prima stagione è stata girata tra LaPlace e New Orleans, in Louisiana, con solo alcune scene chiave e gli esterni girati a Memphis.
Il 6 settembre 2010, dopo la messa in onda della prima stagione, la serie venne rinnovata per una seconda stagione, ma venne infine cancellata il 14 ottobre 2011, dopo due stagioni prodotte, per un totale di venti episodi.